# 東京スイミングセンター

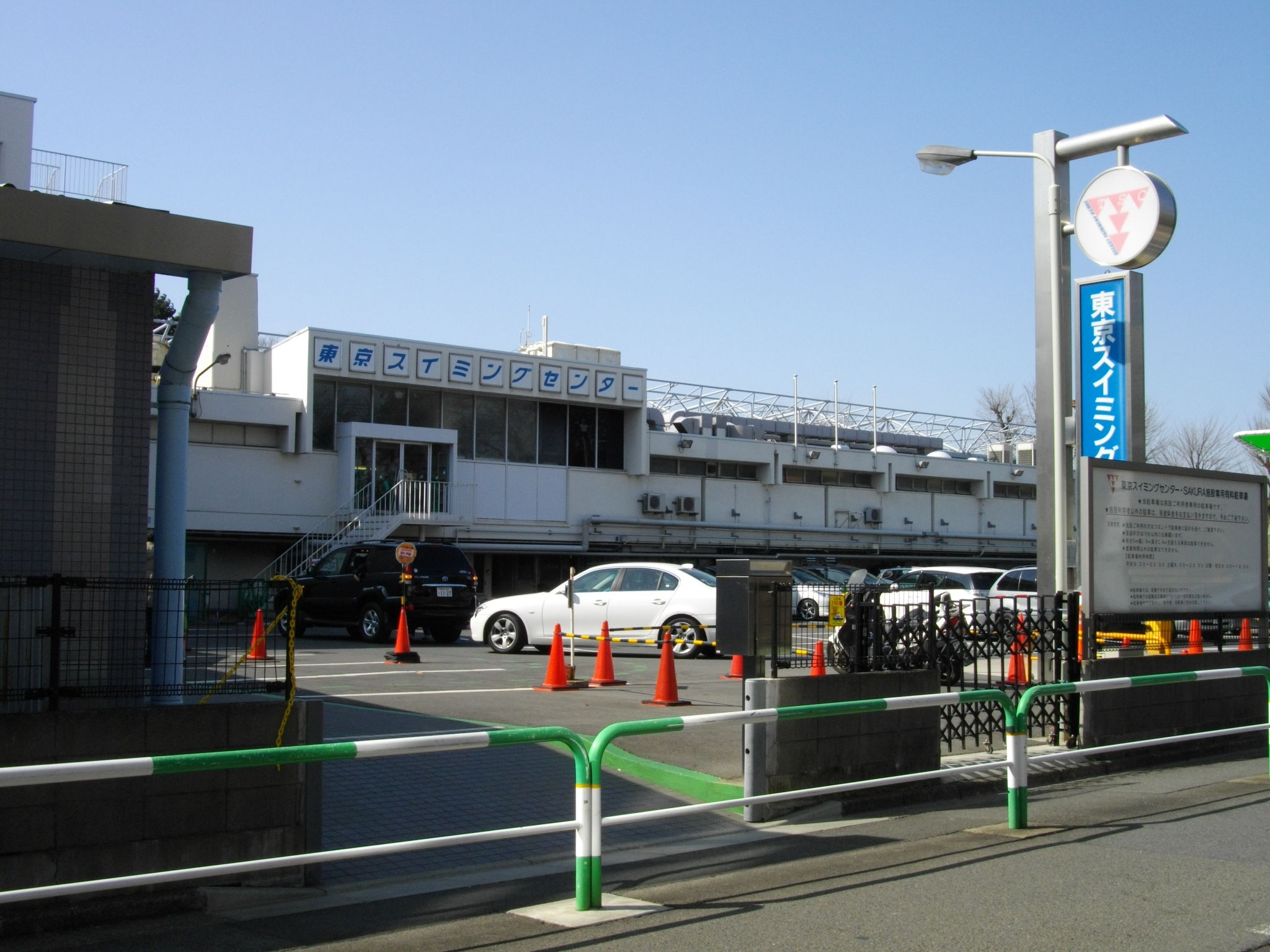
東京スイミングセンター

東京スイミングセンター（とうきょうスイミングセンター）は、東京都豊島区駒込五丁目4番21号にあるスイミングスクールである。通称は、東スイ、TSC。

## 歴史・概要
1966年11月に日本水泳連盟が奈良県内で全国コーチ研修会を開催した際、日本水泳連盟名誉会長田畑政治と日本水泳連盟会長の奥野良ら関係者が天理教2代真柱中山正善（東京スイミングセンター（以下、TSC）設立者）と会い懇談した。 懇談の場で田畑氏は、「水泳日本の再建には、選手強化に使えるプールが東京に必要だ」と中山氏に訴え、中山氏は田畑氏に水泳日本復活の為に協力する事を約束した。 このような経緯で設立が決まり、1968年6月豊島区駒込にTSCが誕生した。なお、中山正善2代真柱はTSC誕生前年の1967年11月14日に他界している。
基本的にジュニア競泳選手の育成に主眼をおいた水泳専門クラブで、これまでオリンピック代表を初めとする日本代表クラスの選手を数多く輩出してきた。現在も、大手企業のチェーン傘下に属さず、独立系のスイミングスクールとしての立場を守っている。
運営は、天理教の関連団体で不動産会社、株式会社東京天理教館が行っている。
単独クラブとしては珍しい公認規格50mプール(オリンピックサイズ)を屋内に備えている。縦50m×横25mという設計で、多くの選手が同時に練習できるようになっており、校内記録会や公認記録会も頻繁に開催されている。また一般成人向けの屋内25mプールやフィットネスクラブ施設も併設されている。
都内における公認規格の大規模大会開催が可能な施設として東京辰巳国際水泳場が開設されるまでは、ジュニアオリンピックの競泳競技（春季短水路）会場としても使用された。現在は、東京スイミングセンタージュニア優秀選手招待公認記録会（例年11月に開催）の会場として、全国から参加選手を集めて行う大会が開催されている。
国際大会で上位入賞する選手らが拠点としていることもあり、国内外のメディアが取材に訪れる。

## 主な関係者

### スタッフ
- 平井伯昌（ロンドンオリンピック日本選手団ヘッドコーチ） - 出身者
2012年度いっぱいで退職し、翌年度から近年箱根駅伝で名を上げた東洋大学に教員として転職。このクラブの在籍生を中心に代表強化の狙いも込めた「平井レーシングチーム」を結成。
- 中村礼子（女子背泳ぎ） - 出身者

### 現役選手
- 青木玲緒樹〔あおき・れおな〕（女子平泳ぎ）
- 大崎瑛人（男子自由形、日本体育大学大学院在籍中）
- 加藤ゆか（女子バタフライ、山梨学院大学卒業）
地元は愛知県。大学卒業後「平井レーシング」への参加をきっかけに正式所属となった。
- 地田麻未（女子自由形、2012年東洋大学入学）
- 中村咲子（女子自由形、日本大学在籍中）
- 小堀勇気

### サポート選手
上田と北島は出身者。寺川は中村礼子引退により平井に師事できたことで、ここを東京での活動拠点とした。
- 上田春佳（女子自由形、キッコーマン社員）
- 北島康介（男子平泳ぎ、日本コカ・コーラ所属）
- 寺川綾（女子背泳ぎ、ミズノ社員）
- 佐藤翔馬（男子平泳ぎ、東京SC所属）

### 出身者・その他元選手
「出身者」は生徒として在籍し、スタッフとしては残留しなかった人物。
- 木村衣里（女子個人メドレー）
- 久米直子（女子バタフライ、スイムアドバイザー「みずしぶき」 - archive.today（2013年4月27日アーカイブ分）代表スタッフ）
- 関戸直美（女子自由形・個人メドレー）
- 三浦広司（男子バタフライ、現在は個人で教室主宰）
- 三木二郎（男子個人メドレー、元ミズノ所属）
- 吉見譲（男子個人メドレー、国際武道大学教員）
- 渡辺智恵子（女子平泳ぎ）